# Consejo de Mujeres Libanesas
El Consejo de Mujeres Libanesas es una organización no gubernamental a la que se suscriben más de 160 asociaciones de mujeres, así como de carácter mixto, de todas las regiones de Líbano. Tiene autorización para el ejercicio de sus funciones por el Gobierno de Líbano y participan activamente en actividades de derechos humanos, incluidas organizaciones de asistencia social, religiosas, académicas, políticas y feministas.

## Reseña biográfica y asociaciones afiliadas
A fines del siglo XX, las organizaciones de mujeres se comenzaron a formar en todo el mundo árabe. La movilización de mujeres en el Líbano se remonta a la década de 1920, ya que la Unión de Mujeres se estableció para las mujeres libanesas y sirias, centrándose en cuestiones culturales y sociales. Después de la independencia de Líbano en 1943, se pueden distinguir cuatro olas de feminismo. Todas ellas difieren en sus demandas, actores, discursos políticos y temporalidad, pero mantienen su lucha común por los derechos de las mujeres. Es en esta época cuando surgen en la escena pública nombres como el de Ibtihaj Qaddurah, posterior fundadora del Consejo de Mujeres Libanesas.

#### Primera ola feminista
Entre 1940 y 1960, la primera generación de feministas consistió principalmente en la agrupación de hombres y mujeres de los sectores burgueses, preocupados por el activismo caritativo, que en parte incluía la educación de las mujeres para mejorar su papel como madres. Al hacer que la educación fuera accesible para las mujeres, surgieron diferentes tipos de organizaciones de mujeres: religiosas, culturales nacionales, familiares y aquellas que se formaron como una facción de las asociaciones de hombres. Poco después, comenzó la lucha por los derechos políticos, ya que la primera ley electoral privaba explícitamente a las mujeres de estos derechos, lo que condujo a las primeras manifestaciones y a la acción colectiva organizada. 
En 1951 se establecieron los sindicatos de organizaciones feministas, aunque segregados por líneas ideológicas: la predominantemente cristiana, Jam'iyat al-tadamon al-Nisa'i (Asociación de Mujeres Solidarias), y la Ittihad al-Nisa'i al-Loubnani (La Unión Libanesa de Mujeres), un colectivo de organizaciones de mujeres musulmanas que formaron las bases de los partidos políticos nacionalistas y de izquierda. En 1952, se estableció el Consejo de Mujeres Libanesas; una organización paraguas de otras asociaciones, principalmente ONG confesionales e ideológicas. Aunque su objetivo era " dirigir y orientar al movimiento feminista libanés", sus principales logros fueron proporcionar servicios sociales para las mujeres. Formalmente, el Consejo representaba a las organizaciones de mujeres en el Parlamento y llegó a incluir más de 170 ONG libanesas dedicadas a los derechos de las mujeres y los derechos humanos en general. La organización ha sido defensora clave de los derechos de las mujeres en el Líbano desde su creación, en 1952 a cargo de las feministas libanesas Ibtihaj Qaddurah y Laure Moghaizel.
Las mujeres obtuvieron el derecho a votar a mitad del siglo XX pero el ámbito político en Líbano está dominado por hombres. En 2009, solo había habido diecisiete mujeres en el Parlamento desde el sufragio. La falta de mujeres en la política se basaba en la exclusividad política que se generaba en el Líbano, constriñendo las normas sociales y los roles de género. El campo de la política estaba compuesto principalmente por un pequeño número de élites familiares que ejercieron el poder desde los años 50.

#### Segunda ola feminista
El segundo movimiento comenzó en 1967, influenciada por el sentimiento crítico nacionalista a raíz de la derrota árabe en la guerra israelo-egipcia. Surgió un movimiento femenino izquierdista y las organizaciones de mujeres se centraron principalmente en el trabajo humanitario, alentadas por las políticas reformistas de Fouad Chehab. Sin embargo, aunque las organizaciones de mujeres se separaron a nivel organizativo de los partidos políticos, a menudo estaban alineadas con su ideología. Por ejemplo, al-tajammou al-Nisa'i al-dimocrati al-lubnani (Encuentro Democrático de Mujeres Libanesas - LDGW) estaba afiliado a Munazamat al-'amal al-shuyu'i (la organización de Acción Comunista - OCA) y al-Ittihad al-Nisa'i al-taqaddumi (la Unión Progresista de Mujeres) seguía vinculada con el Partido Socialista Progresista (PSP). LDGW era una organización secular no gubernamental de mujeres que trabajan con las fuerzas democráticas del país y representaba una parte del movimiento democrático secular de defensa de la mujer, sobre la base de pactos y tratados internacionales, así como la Declaración Universal de los Derechos Humanos y la Declaración Universal sobre la Eliminación de la Violencia contra la Mujer, con el fin de promover el estado y la participación de las mujeres y empoderarlas, con el objetivo de lograr la plena igualdad entre ambos sexos. Esta organización sigue vigente, actualmente amparada bajo la estructura del Consejo de Mujeres Libanesas.   
La Liga de los Derechos de las Mujeres Libanesas Archivado el 14 de enero de 2018 en Wayback Machine. fue legalmente reconocida en 1970, aunque desde 1947 defendió los derechos de las mujeres en zonas rurales centrándose, principalmente, en ejercer presión sobre los derechos de las mujeres en el parlamento, promoviendo la participación de las mujeres en política, y la mejora del debate entre los diferentes grupos sociales. La tensión política dio forma a esta ola de feminismo, ya que el foco del activismo pasó de los derechos de las mujeres a aliviar las consecuencias de las tensiones y los actos de violencia durante la Guerra Civil Libanesa (1975-1990). 
Las organizaciones de mujeres se involucraron más en la organización de actividades caritativas, centrándose en los refugiados y las víctimas de la guerra. En 1975 se celebró en la Ciudad de México la Conferencia Mundial sobre la Mujer, que fomentaba el debate sobre la igualdad entre las feministas del Tercer Mundo y sus colegas occidentales. En 1985, se celebró en Nairobi la Conferencia Mundial para "Revisar y Evaluar los Logros del Decenio" de las Naciones Unidas para la Mujer -igualdad, desarrollo y paz . La conferencia reunió a representantes de diferentes gobiernos, así como a 15.000 representantes de ONG , lo que llevó a las Naciones Unidas a describir este evento como "el nacimiento del feminismo global" y fundó el Fondo de Desarrollo de las Naciones Unidas para la Mujer (UNIFEM). 
El feminismo libanés aprovechó la creciente atención mundial y la financiación de cuestiones relacionadas con el género. En la década de 1990, los esfuerzos de las organizaciones internacionales empujaron al gobierno a formar una asociación que agrupara las diferentes organizaciones de mujeres para proporcionar servicios de bienestar social y diseñar el futuro de las relaciones de género en el país. Los activistas en los diversos grupos de defensa nacional usaron esta oportunidad política para acercarse a las mujeres y aumentar su conciencia política a medida que avanzan los logros de la mujer laica en cuanto a educación, trabajo y derechos políticos. El 27 de junio de 1990, la feminista Laure Moghaizel junto con una delegación de la Asociación de Derechos Humanos, iniciaron la introducción de una cláusula en la constitución libanesa, destacando el compromiso del Líbano con la Declaración Internacional de Derechos Humanos, que hasta hoy sigue siendo útil para los activistas contemporáneos. 

#### Tercera ola feminista
En 1995, tras la Cuarta Conferencia Mundial sobre la Mujer en Beijing, surgió la tercera ola del feminismo. Durante esta ola se introdujeron nuevos términos como "violencia de género", "ciudadanía plena" y "discriminación positiva" , y se abogó por la inclusión de los derechos de las mujeres en los derechos humanos. Esto finalmente llevó al Líbano a firmar la CEDAW, vinculando al país a las directivas de la Conferencia que todavía no estaban reconocidas por las leyes libanesas. En la década de 1990, los esfuerzos de las organizaciones internacionales "llevaron al gobierno libanés a formar una asociación con organizaciones de mujeres para proporcionar servicios de bienestar social y diseñar el futuro de las relaciones de género en el país". Con este fin se creó la Comisión Nacional para Mujeres Libanesas (NCLW), heredera del LWC, con el objetivo de definir el papel de las mujeres en la sociedad libanesa. Además, se estableció el Comité Nacional para el Seguimiento de las Cuestiones de la Mujer y el Consejo Libanés para Resistir la Violencia contra la Mujer (LECORVAW). Esto alentó a las organizaciones feministas de la sociedad civil a institucionalizar sus prácticas en las ONG. Hasta entonces, era principalmente la burguesía intelectual la que luchaba por los derechos de las mujeres. La consolidación y puesta en marcha efectivamente de este sistema de organizaciones no solo afectó a las estructuras internas de las organizaciones de mujeres, sino también al contenido de sus demandas: luchar por la equidad de género y contra los estereotipos, fortalecer el empoderamiento económico y político de las mujeres, fomentar la participación en la sociedad civil y combatir la violencia de género. 
El feminismo había adquirido un carácter global y multicultural. Las estructuras y alianzas antiguas y autocráticas se derrumbaban con el surgimiento de nuevas organizaciones de mujeres que formaban un puente entre la tercera y la cuarta ola del feminismo en el Líbano, como el Colectivo de Investigación y Capacitación en Desarrollo-Acción (CRTD-A). Este colectivo tiene como objetivo contribuir a la justicia social y la consecución de la igualdad de género, principalmente en la región del Magreb, centrándose en el desarrollo social y económico de las comunidades locales, el género y la ciudadanía y desarrollando las capacidades y el liderazgo de las mujeres. Otro actor principal es KAFA (Enough) Violence & Exploitation, que buscaba mitigar las "causas y efectos de la violencia y la explotación de mujeres y niños". Aunque estas organizaciones -con el apoyo de organizaciones internacionales, organizaciones no gubernamentales internacionales y fondos de mujeres- son los principales actores en cuestiones de género, ninguna de las organizaciones se consideran a sí mismas como asociaciones de mujeres, ni se unieron al Consejo de Mujeres del Líbano. En 2001, encabezada por el Encuentro Democrático de Mujeres, se estableció la Red de Mujeres Libanesas, con trece organizaciones feministas, promoviendo la igualdad de género completa.
Para combatir la baja tasa de participación de las mujeres en la política y el Gobierno, el Consejo de Mujeres Libanesas (LWC) convocó una conferencia en 1998. Junto con otras ONG de mujeres, el LWC propuso un sistema de cuotas al gobierno para garantizar la igualdad de representación de las mujeres en las elecciones. Con el transcurso de los años ha habido un aumento de las organizaciones no gubernamentales en respuesta a la falta de representación política de las mujeres.

#### Cuarta ola feminista
La cuarta ola se enmarca a principios de la década de 2000 y resaltó los derechos sexuales y corporales. Estaba en línea con los mismos principios por los cuales luchaban los movimientos LGBT en todo el mundo. Al igual que las generaciones anteriores de feministas, esta generación abogó por una mayor diversidad sexual y la independencia económica de las mujeres. Además, crearon conciencia sobre la vulnerabilidad legal de las víctimas o de los grupos como el de LGBT o trabajadores migrantes, así como sobre cuestiones ambientales. La cuarta generación de feministas se distingue de las anteriores por el uso de Internet, y más notablemente de las redes sociales como plataforma, conectándolas internacionalmente con otras feministas. Helem, la primera organización LGBTIQ en la región y en Líbano, vio la luz en este período.

### Actualmente
El LWC pasó a denominarse Comisión Nacional de Mujeres Libanesas (NCLW), institución oficial afiliada a la Presidencia del Consejo de Ministros. El tema de la igualdad de género es un tema importante, ya que está directamente relacionado con el respeto, la protección y el cumplimiento de los Derechos Humanos establecidos en las diversas convenciones internacionales firmadas y ratificadas por el Gobierno libanés. La Comisión Nacional para Mujeres Libanesas es un organismo oficial, establecido en 1998 por la ley 720, y directamente ligado a la presidencia del Consejo de Ministros. 
Su labor principal es trabajar para mejorar la condición de la mujer y garantizar la igualdad de oportunidades entre hombres y mujeres. NCLW actúa como el órgano consultivo del gobierno y de los consejos e instituciones nacionales en todos los asuntos relacionados con la situación de la mujer, incluidos los problemas de género. NCLW se estableció en 1998 para promover los derechos de las mujeres en la sociedad libanesa y mejorar la transversalización de género en las instituciones públicas. Funcionó como elemento clave para iniciar el programa nacional denominado "Estrategia nacional para las mujeres en el Líbano (2011-2021)" que tiene como objetivo empoderar a las mujeres y asegurar la igualdad de género en los ámbitos social, político, económico y legal. Desde su inicio, la NCLW ha desarrollado sólidas alianzas con organizaciones locales, regionales e internacionales, y se ha convertido en un contribuyente clave para la promoción de las mujeres y las cuestiones de género en el Líbano. La NCLW lleva a cabo varios proyectos para mejorar la situación de las mujeres y para establecer la igualdad de oportunidades para hombres y mujeres en el Líbano.
Aman Shaarani, presidenta del Consejo Libanés de Mujeres, sostiene que la debilidad de las organizaciones libanesas es más evidente en la incapacidad de reclutar nuevos activos. Según ella, las organizaciones que promueven los problemas de las mujeres libanesas  se enfrentan a limitaciones de reclutamiento ya que siguen siendo incapaces de atraer lo suficiente a hombres y mujeres jóvenes para que, como sociedad civil, presionar a los responsables políticos y forzar la aplicación de sus demandas.

#### Estructura organizativa
La Asamblea General de la NCLW está compuesta por 24 miembros designados por el Consejo de Ministros por decreto por un período renovable de tres años. Las mujeres miembros del Parlamento y los ministros se consideran miembros de oficio de la NCLW durante su mandato y tienen un estatus consultivo. La NCLW tiene un Órgano Ejecutivo compuesto por ocho miembros elegidos por la Asamblea General de entre sus miembros. El Presidente de la República nombra al presidente de la NCLW. La actual presidenta es la Sra. Claudine Aoun Roukoz, la Sra. Wafa Dika Hamzeh y la Sra. Abir Chebaro son vicepresidentas. Los miembros de la NCLW trabajan a través de comités permanentes y en la presentación de propuestas de programas al Órgano Ejecutivo, así como en el seguimiento y coordinación de proyectos y actividades que se están implementando. Los comités permanentes son los siguientes: Comité Legislativo, Comité de Economía y Trabajo, Comité de Educación y Juventud, Comité de Estudios y Documentación, Comité de Medios y Relaciones Públicas, Comité de Salud y Medio Ambiente, y finalmente Comité para la Convención sobre la Eliminación de todas las formas de Discriminación contra la Mujer (CEDAW). El presupuesto de la NCLW es parte de la asignación a la Presidencia del Consejo de Ministros, así como de la ayuda financiera y las donaciones recibidas de organizaciones internacionales.

## Focos de actuación
En sus comienzos, el LWC se centró en fomentar los derechos políticos de las mujeres libanesas y en alentar a las mujeres a postularse para un cargo público.
Hoy, los objetivos de LWC se han ampliado para incluir el apoyo a los derechos de las mujeres en la educación, la salud y el empleo. La organización también defiende los derechos legales de las mujeres (por ejemplo, el derecho a pasar la ciudadanía a sus hijos). Además, continúa trabajando para apoyar a las candidatas políticas; en 2003 solo había tres mujeres en el Parlamento libanés.
El LWC participa en numerosas coaliciones locales e internacionales. En particular, participó en la Cuarta Conferencia Mundial sobre la Mujer de Naciones Unidas en 1995 en Beijing, y en la realizada durante una sesión especial de la Asamblea General de las Naciones Unidas en la ciudad de Nueva York en 2000. El LWC fue uno de los redactores del informe posterior del Comité No Gubernamental para el seguimiento de los problemas de la mujer. También contribuyó decisivamente a la ratificación (con reservas) de la Convención sobre la eliminación de todas las formas de discriminación contra la mujer (CEDAW) en 1996. La CEDAW es un tratado de derechos humanos centrado en los derechos de las mujeres aprobado por la Asamblea General de la ONU en 1979. Como una de las principales organizaciones de derechos de la mujer en Líbano, LWC continúa trabajando para su implementación institucional y legal.
En Líbano, un proyecto de ley para abolir el Artículo 522 fue enviado al Parlamento en febrero de 2017 para su ratificación. El Comité de Administración y Justicia del Parlamento acordó eliminar el artículo el 8 de diciembre de 2016. El Parlamento libanés abolió el artículo 522 del Código Penal el 16 de agosto, ley que eximía a un violador del castigo si se casaba su víctima.